# Diathraustodes fulvofusa
Diathraustodes fulvofusa is een vlinder uit de familie van de grasmotten (Crambidae). De wetenschappelijke naam van deze soort is voor het eerst gepubliceerd in 1901 door George Francis Hampson.
De soort komt voor in India (Meghalaya) en China (Hubei).